# جيمس هيوز (ملاكم)
جيمس هيوز (بالإنجليزية: James Hughes)‏ (20 أكتوبر 1965 - 25 يوليو 1995) هو ملاكم أمريكي، صنّف ضمن فئة وزن الويلتر.

## روابط خارجية
- جيمس هيوز على موقع بوكس ريك (الإنجليزية) (registration required)